# Chào mào khoang cổ
Chào mào khoang cổ (danh pháp hai phần: Spizixos semitorques) là một loài chim thuộc họ Chào mào. Nó được tìm thấy ở Trung Quốc, Đài Loan, Việt Nam. Loài chim này ưa thích rừng đồi ở độ cao vừa phải. Chủ yếu là ăn trái cây, chào mào khoang cổ cũng ăn hạt và côn trùng. Chúng thường chỉ sống theo chế độ một vợ một chồng, con cái xây dựng tổ trên cây và đẻ trứng.